# 副族元素

標示元素分區的元素週期表，其中綠色（f區）及藍色區塊（d區）即為副族元素。

副族元素（subgroup elements）是化學上對元素的一種分類，是指週期表中不是s區及p區的元素，包括d區元素（過渡金屬）、f區元素（鑭系元素和錒系元素）等，皆為金屬元素。若用舊的週期表分A族、B族的分類方式，副族元素為舊有分類的B族，位在週期表的中間。
簡單來說，不是主族元素之外的都是副族元素。